# Cort Guitars
Cort Guitars es un fabricante de guitarras y bajos surcoreano. La compañía es uno de los mayores fabricantes de guitarras del mundo y produce instrumentos para muchas otras empresas.

## Modelos
En la actualidad Cort fabrica una gran variedad de modelos de guitarras tanto eléctricas como acústicas y bajos eléctricos famosos por su gran relación calidad-precio. Sus modelos están basados en otros modelos míticos de guitarras y bajos de marcas como Fender, Ibanez y Takamine. La mayoría de estos modelos se fabrican en las fábricas que Cort posee en Indonesia.

### Eléctricas
- Aero series
- EVL series
- G series
- KX series
- M series
- Sterling Series

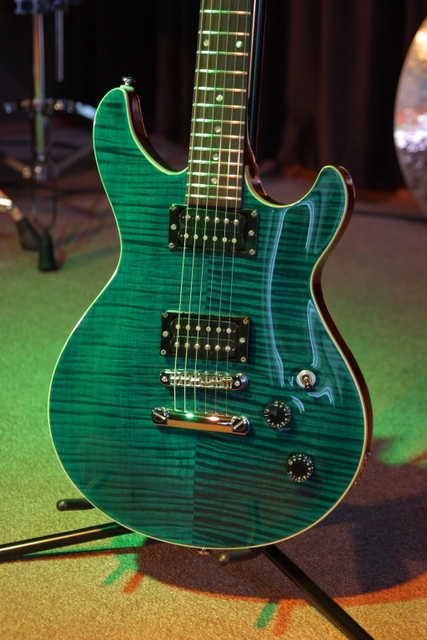
Modelo M600 con tapa de arce flameado

- X series (el modelo X11 es el más vendido de la marca)
- Solo series
- Viva series
- Zenox series
- Jazz box series
- Masterpiece series
- Signature series
- VX series
- 1988 Panther
- Potty series
- Stature series
- CR series
- Performer series
- Cort MBC-1 Mattew Bellamy Signature

### Acústicas
- Limited Edition series
- Earth series
- SFX series
- NTL series
- CJ series
- MR series
- Classical series
- Standard series
- Bass Series
- EVL Series
- Alternative Series (madera sólida)
- S series (90's)
- Jade

### Bajos
- Masterpiece series
- Signature series
- Performer Series
- GB series
- Artisan series
- Curbow series
- PB1L series
- Action series
- EVL series
- T Series
- Gene Simmons Axe
- Gene Simmons Punisher

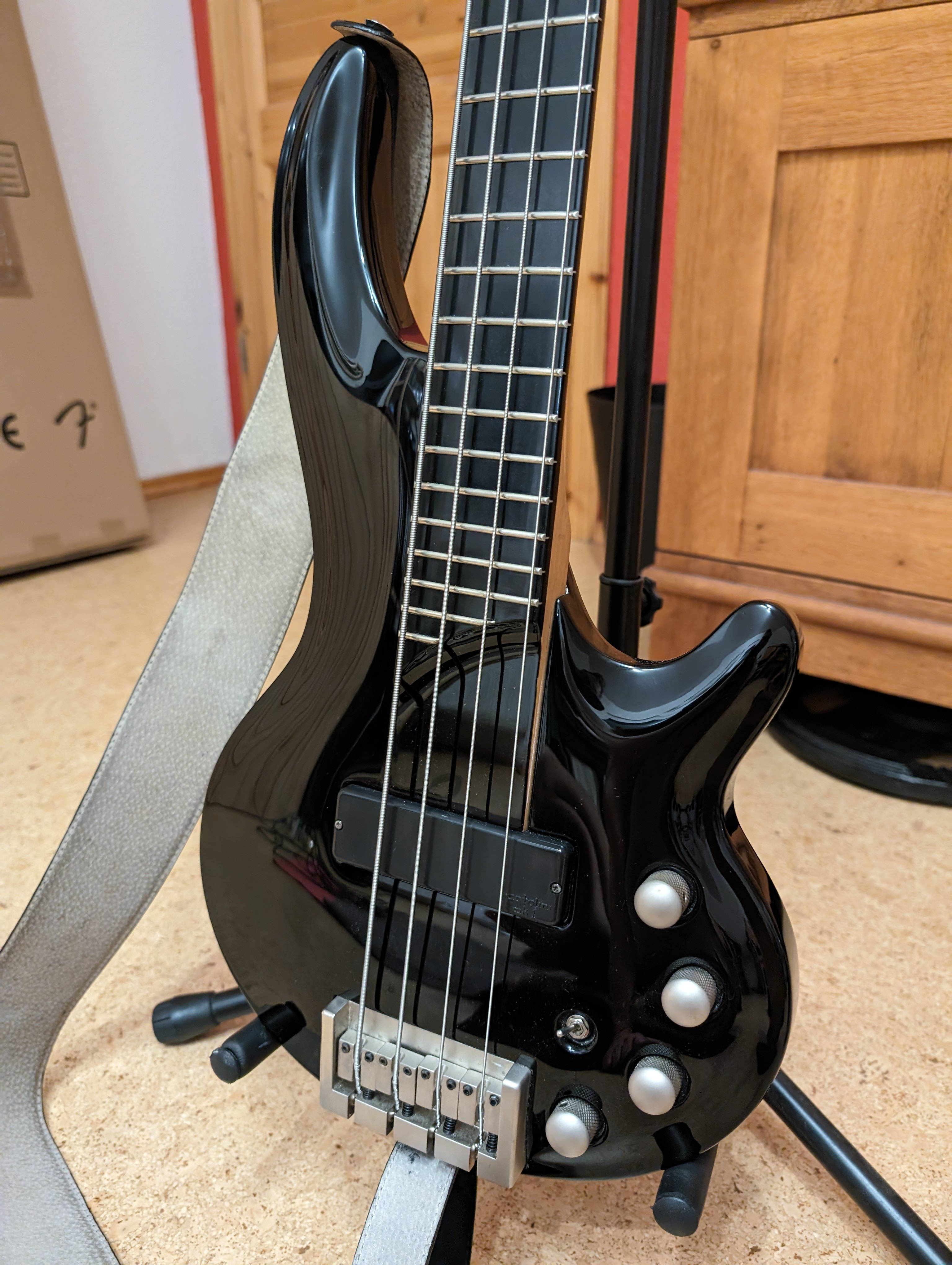
bajo Cort Curbow

Además de los modelos que actualmente están realizando, Cort ha producido muchos otros, tales como las guitarras de la serie S, the Viva y Guitarras eléctricas de "signatura". Varias de las primeras Corts eran copias directas de los modelos más populares, tales como la Stratocaster.

## Litigio
En 2007 Cort cerró su fabrica situada en Daejeon, Corea del Sur, alegando dificultades financieras: 40 trabajadores fueron despedidos producto de ello. Frente a esto, los trabajadores interpusieron ante los tribunales una demanda laboral abogando despido injustificado y realizaron mítines, protestas, huelgas de hambre, envío de delegados a Estados Unidos y Japón, y hasta conciertos de música apoyados por artistas como Tom Morello y Zack de la Rocha (Rage Against the Machine), Boots Riley, Wayne Kramer (MC5) y el grupo Ozomatli, entre otros.
En noviembre de 2009 el juez Jeong Jong-gwan del Tribunal Superior de Seúl declaró inválidos los despidos de los trabajadores por parte de Cort ya que, según su sentencia, dicha empresa los habría realizado "buscando beneficio económico".
En febrero de 2012 el juez Ahn Dae-ji del Tribunal Supremo de Corea revocó la sentencia del 2009 argumentando que "la gestión de crisis inminente" podría ser motivo de despido. Ante esta sentencia, el 10 de enero de 2014 el juez Jeong Jong-gwan del Tribunal Superior de Seúl revocó su anterior sentencia y reconoció la legitimidad de los despidos de acuerdo con la sentencia del Tribunal Supremo.
El Tribunal Supremo de Corea desestimó un nuevo recurso interpuesto el 12 de junio de 2014 dando así fin a casi 7 años de litigio.

## Fuente
1. ↑  «7-year Cor-Tek guitar workers‘ court struggle ends». english.hani.co.kr. Consultado el 18 de marzo de 2016.

- Datos: Q562280
- Multimedia: Cort Guitars / Q562280